# Gaetano Aronica
Gaetano Aronica (Agrigento, 30 settembre 1963) è un attore italiano.

## Biografia
Presidente del Teatro Pirandello di Agrigento, ha studiato Discipline delle Arti della Musica e dello Spettacolo nella Facoltà di Lettere con cui si è laureato con lode dopodiché ha studiato recitazione presso la Civica Scuola di Teatro Paolo Grassi. Come attore, ha preso parte nella fiction La stagione dei delitti (2004), diretta da Claudio Bonivento e nel 2007 recita nella fiction Il capo dei capi, con la regia di Enzo Monteleone e Alexis Sweet. Nel 2010 fa parte del cast di Squadra antimafia - Palermo oggi. Al cinema ha recitato nel film Malèna (2000) e Baarìa (2009), entrambi diretti da Giuseppe Tornatore. Nel 2020 è protagonista nella serie tedesca di Netflix Barbari.

## Filmografia

### Cinema
- Malèna, regia di Giuseppe Tornatore (2000)
- Tre giorni d'anarchia, regia di Vito Zagarrio (2004)
- Baarìa, regia di Giuseppe Tornatore (2009)
- Amiche da morire, regia di Giorgia Farina (2013)
- Un'avventura romantica, regia di Davide Cavuti (2016)
- Sulla mia pelle, regia di Alessio Cremonini (2018)
- L'abbraccio - Storia di Antonino e Stefano Saetta, regia di Davide Lorenzano (2020)
- Trafficante di virus, regia di Costanza Quatriglio (2021)
- Lupo Bianco, regia Tony Gangitano (2021)
- Primadonna, regia di Marta Savina (2022)

### Televisione
- Nonno Felice, regia di Giancarlo Nicotra – sitcom, episodio Buon Natale Malinverni! (1994)
- La stagione dei delitti – serie TV (2004)
- Nati ieri – serie TV (2006)
- L'inchiesta, regia di Giulio Base – miniserie TV (2007)
- Il capo dei capi, regia di Enzo Monteleone e Alexis Sweet – miniserie TV (2007)
- Il commissario Montalbano - La vampa d'agosto – serie TV (2008)
- Paolo VI - Il papa nella tempesta, regia di Fabrizio Costa – miniserie TV (2008)
- Don Matteo – serie TV (2008)
- Un caso di coscienza – serie TV (2009-2013)
- Rex – serie TV (2010)
- La leggenda del bandito e del campione, regia di Lodovico Gasparini – miniserie TV (2010)
- Squadra antimafia - Palermo oggi 2 – serie TV, 7 episodi (2010)
- Squadra antimafia - Palermo oggi 3 – serie TV, episodio 3x09 (2011)
- Come un delfino – serie TV (2011)
- Edda Ciano e il comunista, regia di Graziano Diana – film TV (2011)
- La fuga di Teresa, regia di Margarethe von Trotta – miniserie TV (2012)
- Donne in gioco, regia di Michelle Bonev – miniserie TV
- Il giorno della civetta, regia di Felice Cappa – film TV (2014)
- Felicia Impastato, regia di Gianfranco Albano – film TV (2016)
- Catturandi - Nel nome del padre – serie TV (2016)
- Squadra mobile 2 - Operazione mafia capitale – serie TV (2017)
- Liberi sognatori, regia di Graziano Diana – film TV (2018)
- Prima che la notte, regia di Daniele Vicari – film TV (2018)
- Luna nera – serie TV (2020)
- Barbari – serie TV (2020-2022)
- Io, una giudice popolare al Maxiprocesso, regia di Francesco Miccichè – docufilm (2020)
- Il commissario Montalbano – serie TV, episodio Il metodo Catalanotti (2021)
- Più forti del destino, regia di Alexis Sweet – miniserie TV (2022)
- Tina Anselmi - Una vita per la democrazia, regia di Luciano Manuzzi – docufilm (2023)
- Maria Corleone – serie TV (2023-2025)
- Mascaria, regia di Isabella Leoni – film TV (2024)